# Ostrugica
Ostrugica (đenerali, mavonj; lat. Centranthus)  Rod jednogodišnjeg raslinja i trajnica iz porodice Caprifoliaceae, (kozokrvnice), nekada klasificiran u porodicu odoljenovke (Valerianaceae). Ostrugice su raširene po mediteranu, s europske i afričke strane, a uvezene su i na zapad SAD-a, jug Afrike, Novi Zeland i otok Velika Britanija, Češku, Slovačku, Belgiju i Austriju.
U Hrvatskoj rastu vrste jednogodišnja ostrugica (Centranthus calcitrapae) i crvena ostrugica ili crveni mavonj (Centranthus ruber).

## Ime
Rod je dobio ime po grčkoj riječi kentron (bodlja, ostruga) i anthros (cvijet), zbog cvijeta s ostrugom.

## Vrste
1. Centranthus amazonum Fridlender & A.Raynal
2. Centranthus angustifolius (Mill.) DC.
3. Centranthus battandieri Maire
4. Centranthus calcitrapae (L.) Dufr.,
5. Centranthus lecoqii Jord.
6. Centranthus longiflorus Steven
7. Centranthus macrosiphon Boiss.
8. Centranthus nevadensis Boiss.
9. Centranthus ruber (L.) DC.
10. Centranthus sieberi Heldr.
11. Centranthus trinervis (Viv.) Bég.
12. Centranthus × aurigeranus Giraudias
13. Centranthus ×gillotii Giraudias